# Leszczyc (Mąkoszyn)
Leszczyc – zniesiona nazwa miejscowości w Polsce w województwie wielkopolskim, w powiecie konińskim, w gminie Wierzbinek.
Miejscowość leżała na lewym brzegu Noteci, Stanowiła część wsi Mąkoszyn.
W latach 1975–1998 miejscowość należała administracyjnie do województwa konińskiego.